# Tomtbod
Tomtbod, südlich von Burs, nordöstlich von Ronehamn, ist eine der am besten erhaltenen Fischerstellen (schwedisch fiskeläge) auf Gotland. Sie liegt an der Südostküste der schwedischen Insel.
Die etwa 30 Fischerbuden (schwedisch Bodarna), der Netzgarten (schwedisch gistgardar) und die Slipanlagen (schwedisch länningar) zum Anlegen blieben unverändert, einige wurden in Docks umgewandelt. In Tomtbod findet im Herbst immer noch Fischfang statt. Flunder, Kabeljau und Felchen sind häufigste Fänge. Die Buden aus Stein oder Holz werden für Material und Werkzeug verwendet, aber auch zu Freizeitzwecken genutzt.

Tomtbod
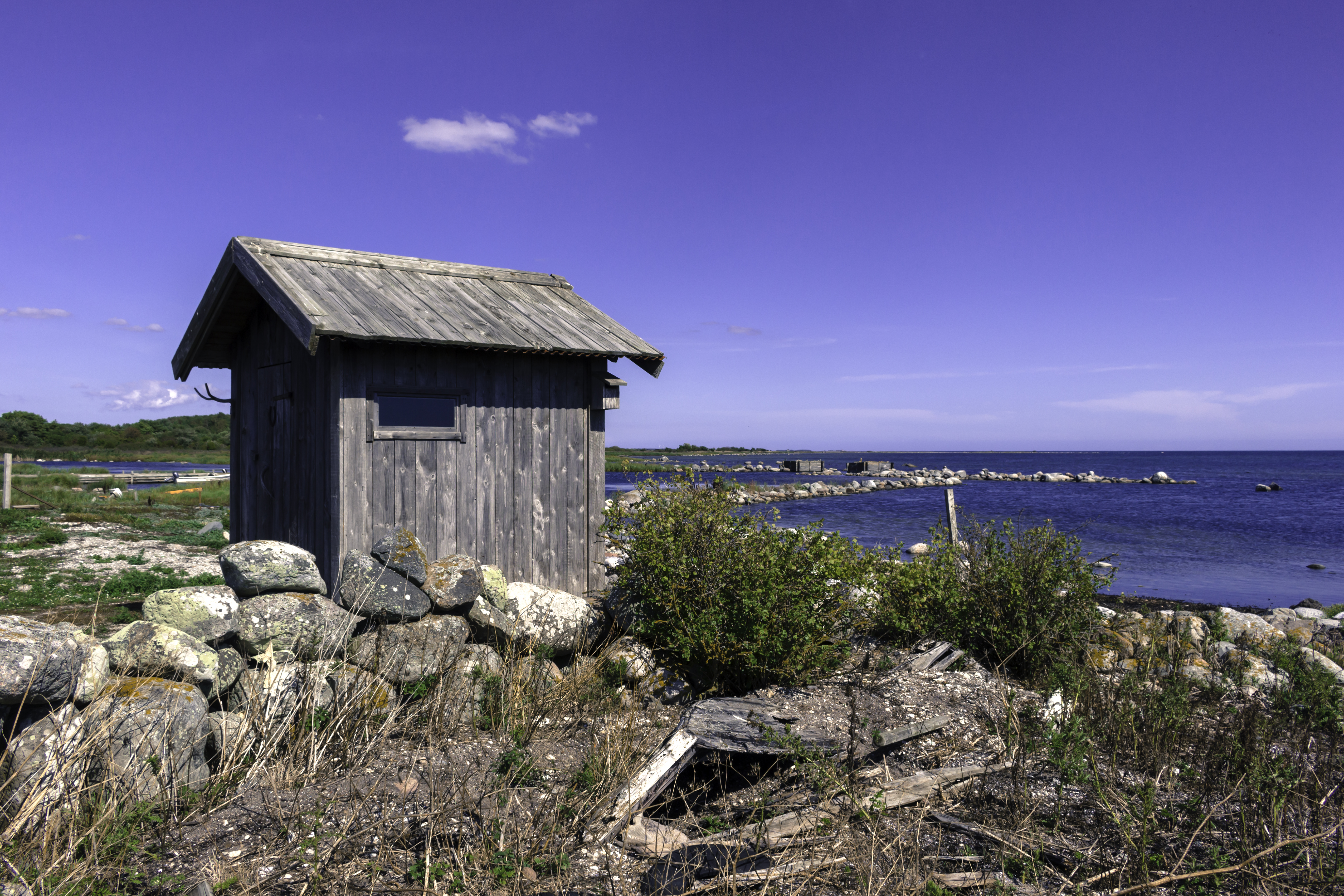
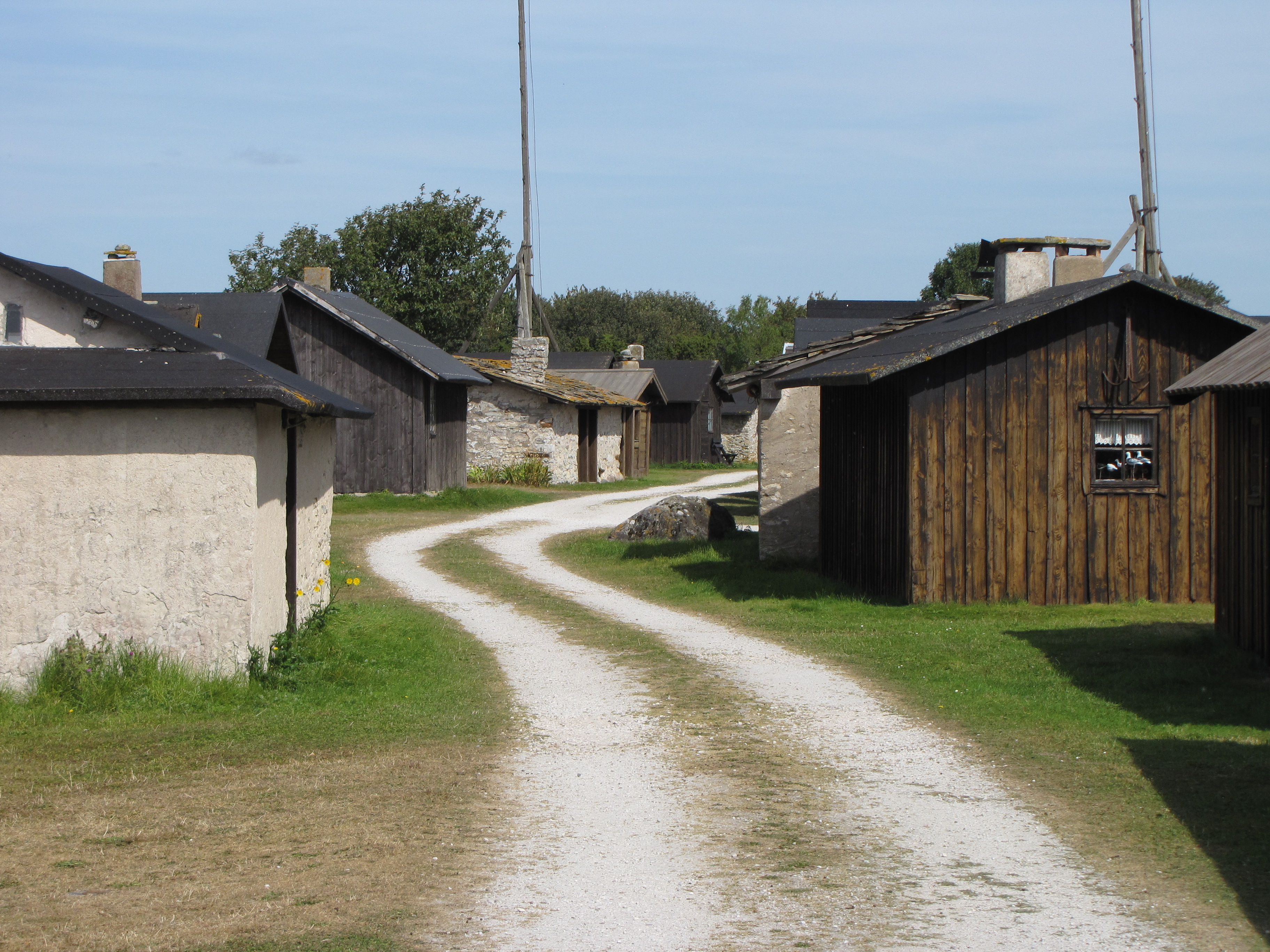
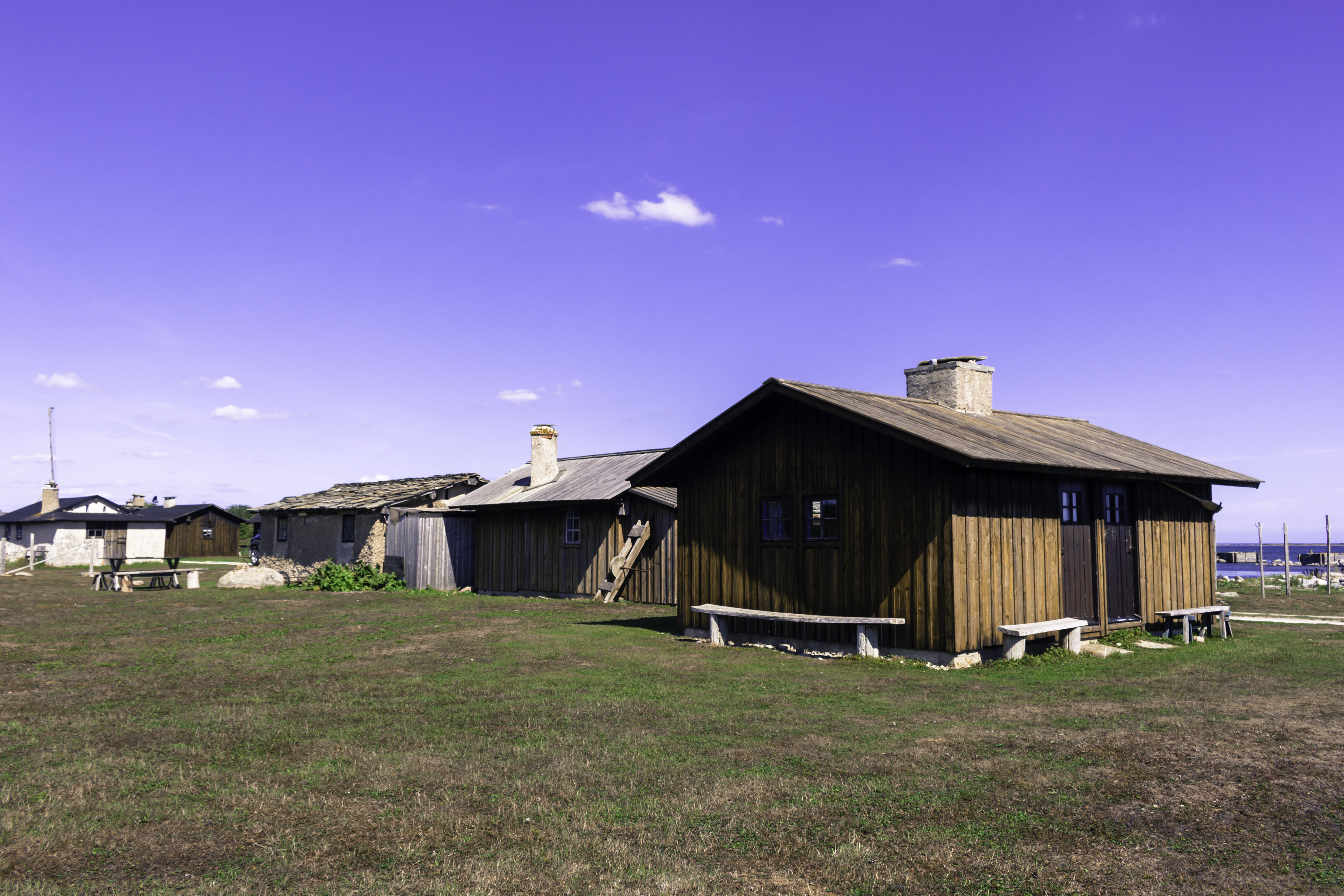

In Tomtbod wurde 2014 eine wikingerzeitliche silberne Fibel gefunden, die mit ca. zehn Drachen verziert ist. Eine archäologische Nachuntersuchung ergab keine weiteren Befunde; die Fibel wurde wahrscheinlich mit dem umgebenden Erdreich hierher verbracht.